# Maurizio Pollini
Maurizio Pollini (5. ledna 1942, Milán, Itálie – 23. března 2024, Milán) byl italský klavírista věnující se vážné hudbě.

## Život
Otcem Maurizia Polliniho byl Gino Pollini, průkopník modernistické architektury v Itálii v 30. letech 20. století.
Studoval hru na klavír u Carla Lonatiho, a když mu bylo třináct let, začal studovat u Carla Vidussa, u kterého zůstal až do 18 let. V době, kdy dokončoval studia na milánské konzervatoři, vyhrál mezinárodní klavírní soutěž pojmenovanou po Ettore Pozzolim v Seregnu (1959) a Chopinovu mezinárodní klavírní soutěž ve Varšavě (1960). Když Arthur Rubinstein, který byl předsedou poroty, oznamoval jeho vítězství v soutěži, údajně řekl: „Ten chlapec hraje lépe než kdokoli z nás.“ Krátce poté nahrál Pollini pro EMI Chopinův první klavírní koncert e moll s doprovodem Philharmonia Orchestra za řízení polského dirigenta Paula Kletzkiho a také Chopinovy etudy. Vedení orchestru Philharmonia mu poté nabídlo vystoupení na sérii koncertů, ale tehdy Pollini pocítil, jak uvádí producent EMI Peter Andry, „zřejmou krizi sebedůvěry“. Poté začal studovat u Artura Benedettiho Michelangeliho, od kterého se podle vlastních slov naučil „precizní techniku a emocionální zdrženlivost“, což na druhou stranu vedlo k tvrzením, že Michelangeliho vliv způsobil, že Polliniho hra se stala „manýristickou a chladnou“. Na začátku 60. let Pollini omezil koncertní činnost a věnoval se zejména studiu a rozšiřováním repertoáru.
Od poloviny 60. let začal znovu častěji vystupovat, jak se sólovými recitály, tak za doprovodu významných evropských, amerických a dálněvýchodních orchestrů. V roce 1968 debutoval v USA a v roce 1974 poprvé podnikl zájezd do Japonska.
V této době Pollini vystupoval i jako levicový aktivista. Spolupracoval s Luigim Nonem na takových dílech jako Como una ola fuerza y luz (1972), které bylo uctěním památky zavražděného chilského revolucionáře Luciana Cruze. S Claudiem Abbadem vystoupil v La Scale na cyklu koncertů pro studenty a dělníky, jelikož věřili, že umění má být dostupné každému.
V roce 1985, při příležitosti 300. výročí Johanna Sebastiana Bacha, vystoupil s úplným nastudováním první knihy Dobře temperovaného klavíru. V roce 1987 odehrál v New Yorku s Vídeňskými filharmoniky a Abbadem kompletní cyklus klavírních koncertů Ludwiga van Beethovena, při této příležitosti obdržel od orchestru čestný prsten. V letech 1993-94 poprvé odehrál kompletní cykly Beethovenových klavírních sonát v Berlíně a Mnichově, později je uvedl také v New Yorku, Miláně, Paříži, Londýně a Vídni. Na Salcburském festivalu v roce 1995 poprvé představil projekt Progetto Pollini, sérii koncertů, ve kterých uváděl stará a nová díla vedle sebe. Podobnou sérií byly Perspectives: Maurizio Pollini v newyorské Carnegie Hall v letech 2000–01 a Pollini Project v londýnské Royal Festival Hall v letech 2010–11, kde v průběhu pěti koncertů uvedl díla od Bacha až po Stockhausena.
V březnu 2012 ale musel odvolat svá vystoupení v USA ze zdravotních důvodů. Jeho aktivní kariéra ale pokračovala dál. V roce 2014 absolvoval turné zahrnující koncert na Salcburském festivalu.
Maurizio Pollini je otcem klavíristy Daniela Polliniho.

## Nahrávky
I když první nahrávku pořídil pro společnost EMI, největšího věhlasu se dočkal díky nahrávkám pro Deutsche Grammophon. Výsledkem jejich první spolupráce bylo v roce 1971 album zahrnující Stravinského Tři věty z baletu Petruška a Prokofjevovu Sedmou sonátu, které dodnes patří mezi klenoty klavírní diskografie 20. století. Nahrávky Chopinových Etud (op. 10 a 25) mu získaly mezinárodní ohlas. V roce 2002 Deutsche Grammophon vydal album 13 CD u příležitosti klavíristových 60. narozenin.

## Repertoár a technika
Pollini je nejvíce oslavován za svá nastudování děl Bacha, Beethovena, Schuberta, Chopina, Schumanna, Brahmse, Schoenberga či Weberna. Vynikl také interpretací soudobých skladatelů jako Pierra Bouleze, Luigiho Nona, Karlheinze Stockhausena, Giacoma Manzoniho, Salvatora Sciarrina a Bruna Maderny. Tito skladatelé některá svá díla naopak věnovali Pollinimu, z nejvýznamnějších Nonovo …sofferte onde serene…, Manzoniho Masse: omaggio a Edgard Varèse a Sciarrinova Pátá sonáta.

Pollini je znám pro svou výjimečnou techniku, ale občas je obviňován z emocionálního konzervatismu. 

## Ocenění
Pollini obdržel za svou bohatou kariéru mnohá ocenění. Např. v roce 1996 získal Hudební cenu Ernsta von Siemens. V roce 2001 jeho nahrávka Beethovenových Diabelliho variací získala cenu Diapason d'or. V roce 2007 Pollini obdržel cenu Grammy pro nejlepší sólový instrumentální výkon za nahrávku Chopinových nokturn pro společnost Deutsche Grammophon. V roce 2010 obdržel cenu Praemium Imperiale  a v roce 2012 byl uveden do Síně slávy časopisu Gramophone.